# Collection: The Shrapnel Years (Vinnie Moore)
Collection: The Shrapnel Years è un album raccolta del chitarrista statunitense Vinnie Moore, pubblicato nel 2006.
Già dal titolo (in italiano Collezione: Gli Anni con la Shrapnel) si capisce che è una raccolta delle canzoni più belle composte dal chitarrista durante la collaborazione con l'etichetta Shrapnel Records.

## Tracce
1. In Control – 4:40 – Mind's Eye
2. Daydream – 4:33 – Mind's Eye
3. Lifeforce – 4:03 – Mind's Eye
4. Hero Without Honor – 7:21 – Mind's Eye
5. The Maze – 8:42 – The Maze
6. Cryptic Dreams – 5:33 – The Maze
7. Defying Gravity – 5:05 – Defying Gravity
8. Last Road Home – 4:26 – Defying Gravity
9. Alexander the Great – 5:04 – Defying Gravity
10. Out and Beyond – 6:45 – Defying Gravity
11. Meltdown – 3:33 – Meltdown
12. Check it Out! – 5:02 – Meltdown

## Formazione
- Vinnie Moore – chitarra, produzione
- Tony MacAlpine – tastiere
- David Rosenthal – tastiere
- Tommy Aldridge – batteria
- Shane Gaalaas – batteria
- Steve Smith – batteria
- Joe Franco – batteria
- Andy West – basso
- Dave LaRue – basso
- Greg Smith – basso
- Mike Varney - co-produzione
- Steve Fontano - co-produzione